# Jaskinia w Antolce
Jaskinia w Antolce (Studnia w Antolce) – jaskinia na terenie Niecki Nidziańskiej. Wejście do niej znajduje się na północny zachód od wsi Antolka (Wyżyna Miechowska), w pobliżu nieczynnego kamieniołomu, na wysokości 350 m n.p.m. Długość jaskini wynosi 20 (25) metrów, a jej deniwelacja 12 (16,5) metrów.

## Opis jaskini
Jaskinię stanowią dwie pionowe, szczelinowe studnie zaczynające się w dużym lejkowatym zagłębieniu, łączące się pod koniec. Od pierwszej studni, na początku i po 6 metrach, odchodzą dwa krótkie, wąskie korytarzyki. Do drugiej studni można dostać się dopiero z dna pierwszej studni (na głębokości 14 metrów), gdyż jej górna część jest niedostępna z powodu zaklinowanych głazów. 

## Przyroda
W jaskini nie ma nacieków. Jest w niej stała temperatura +12 °C. Na ścianach rosną mchy i paprocie. W jaskini bywają kuny.

## Historia odkryć
Jaskinia była znana od dawna. Wiąże się z nią wiele legend. O morderstwie popełnionym przez miejscowego gospodarza na złodzieju w  okresie zaborów, o tym, że jaskinia prowadzi na cmentarz w Miechowie, o nieszczęśliwym wypadku jaki wydarzył się dawno temu podczas poszukiwania skarbów i z tego powodu poświęcenia przez księdza jaskini w celu odpędzenia „złego”. Aktualny opis i plan jaskini sporządzili J. Rogalski i M. Krajewski w 2001 roku.